# Huaiji
Huaiji, även romaniserat Waitsap, är ett härad i staden Zhaoqing på prefekturnivå i provinsen Guangdong i sydöstra Kina.
Huaiji är indelat i två stadsdelsdistrikt, 16 köpingar och en etnisk minoritetssocken.
Stadsdelsdistrikt (jiedao):

- Huaicheng (怀城街道)
- Xingfu (幸福街道)

Köpingar (zhen):

- Aozai (坳仔镇)
- Dagang (大岗镇)
- Fenggang (凤岗镇)
- Gangping (岗坪镇)
- Gansa (甘洒镇)
- Lanzhong (蓝钟镇)
- Lengkeng (冷坑镇)
- Liangcun (梁村镇)
- Lianmai (连麦镇)
- Maning (马宁镇)
- Qiaotou (桥头镇)
- Qiashui (洽水镇)
- Shidong (诗洞镇)
- Wenlang (汶朗镇)
- Yonggu (永固镇)
- Zhongzhou (中洲镇)

Etnisk minoritetssocken 
- Xiashuai (下帅壮族瑶族乡) (för tibetaner och yaofolket zhuàngzú yáozú xiāng):